# 沈捷
沈捷（17世紀—17世紀），字大匡，浙江杭州府仁和縣人，明朝、南明政治人物。

## 生平
沈捷個性含蓄嫺雅、不激不隨，崇禎十二年（1639年）中舉人，次年（1640年）聯捷進士，獲授萬安知縣，轉任武進知縣，以文治理縣事，不滿一年就在弘光年間辭官，不接受清朝應召，人們都為他可惜。

## 家族
弟沈掄、沈振都為文學名聲，沈振在崇禎十五年（1642年）中舉，三人一同隱居。